# Тиха Одеса (фільм)
«Тиха Одеса» (рос. «Тихая Одесса») — український радянський художній детективний фільм 1967 року режисера Валерія Ісакова за повістю О. Лукіна та Д. Поляновського «„Тиха“ Одеса». Виробництво Одеської кіностудії, вийшов на екрани 24 червня 1968.

## Сюжет
Злочинці використали ордер на обшук зі справжньою печаткою ЧК, отже, для розкриття злочину потрібний новий, нікому невідомий співробітник…

## Актори
- Віктор Колпаков,
- Степан Крилов,
- Микола Гринько,
- Володимир Лисецький,
- Олександр Липов,
- Пантелеймон Кримов,
- Георгій Юматов,
- Іван Дмитрієв та ін.
- Еммануїл Геллер
- Олег Фандера

## Творча група
- Режисер-постановник: Валерій Ісаков
- Сценаристи: Володимир Валуцький, Олександр Лукін, Дмитро Поляновський
- Оператор-постановник: Федір Сильченко
- Художник-постановник: Георгій Юнгвальд-Хилькевич, Галина Шабанова
- Композитор: Владислав Кладницький
- Звукооператор: Анатолій Нетребенко
- Режисери: І. Горобець, В. Сенаткін
- Художник-декоратор: Євгенія Ліодт
- Художники-гримери: Володимир Талала, Вячеслав Лаферов
- Художник по костюмах: Л. Толстих
- Монтажер: Т. Дон
- Редактор: Василь Решетников
- Директор картини: Микола Семенов